# Maksim Gorki
Maksim Gorki (ruski: Максим Горький), pravo ime Aleksej Maksimovič Pješkov (ruski: Алексей Максимович Пешков) (Nižnji Novgorod, 28. ožujka 1868. – Moskva, 18. lipnja 1936.) bio je ruski književnik. Uglavnom je pisao pripovijetke.
U 19. godini pokušao je samoubojstvo. Agitirao je protiv carizma, tražio društvo revolucionara narodnjaka i branio interese siromašnih. Godine 1905. piše proglase protiv vojske, policije, cara i biva zatvoren, a oslobođen je na protest intlektualaca mnogih zemalja. Godine 1906. ilegalno napušta zemlju i ostaje u emigraciji do 1913., gdje se bori za obustavljanje svake pomoći carskoj Rusiji. U svojim prvim pripovjestima opisuje egzistenciju ljudi s dna. U nizu članaka prikazuje svoje neprijateljstvo prema fašizmu i malograđanskoj sebičnosti. Smisao umjetnosti tražio je u istini, stvaralačkom radu i afirmaciji čovječnih odnosa među ljudima. Dok je Staljin bio vrhovni politički, Gorki je bio književni autoritet u SSSR-u.
Dopisivao se s profesorom T. G. Masarykom, koji ga je posjetio na otoku Capriju 1912. godine. Tijekom revolucije 1917. godine su se sastali u Sankt-Peterburgu.
Djela:
- "Djetinjstvo",
- "Mati",
- "Neprijatelji",
- "Makar Čudra",
- "Među ljudima",
- "Malograđani".